# Adolf von Steiger
Pour les articles homonymes, voir Steiger.
 (novembre 2024).
Si vous disposez d'ouvrages ou d'articles de référence ou si vous connaissez des sites web de qualité traitant du thème abordé ici, merci de compléter l'article en donnant les références utiles à sa vérifiabilité et en les liant à la section « Notes et références ».
Alfred Armand Adolf von Steiger, né le 25 juillet 1859 à Berne et mort dans la même ville le 1er mars 1925, est une personnalité politique suisse, membre du parti radical-démocratique.

## Biographie
Membre d'une ancienne famille bernoise, il effectue sa scolarité à Berne avant de suivre des études de droit dans les universités de Genève, de Leipzig et de Berne.
Après ses études, il exerce comme avocat entre 1994 et 1893 tout en étant nommé juge suppléant en 1891, puis juge à la Cour suprême du canton de Berne de 1893 à 1900. En parallèle, il suit une carrière politique qui le voit nommé président de l’exécutif de la ville de Berne en 1899 puis, de 1903 à 1917, élu au Grand Conseil cantonal (dont il assure la présidence en 1906).
Élu au parlement fédéral comme conseiller aux États de 1908 à 1918, il assure en particulier la présidence des commissions de la neutralité et de la législation fédérale sur les fabriques). Il est ensuite engagé comme vice-chancelier à la Chancellerie fédérale à partir du 1er août 1918. Après le départ à la retraite de Hans Schatzmann, von Steiger est élu chancelier de la Confédération à la fin de l'année 1918. Pour la seconde fois de l'histoire, cette élection se déroule sur plus d'un tour, le parti populaire conservateur (futur UDC) présentant pour la première fois son propre candidat en la personne de Siegfried Hartmann.
Au moment de son entrée au service, une loi est votée qui dote le parlement fédéral d'un vice-chancelier supplémentaire, réservant ainsi l'implication[pas clair] du chancelier au seul Conseil fédéral. Le 1er mars 1925, von Steiger décède d’une attaque d’apoplexie en plein travail.